# Пітер Велч
Пітер Френсіс Велч (англ. Peter Francis Welch; нар. 2 травня 1947) — американський юрист і політик, молодший сенатор США від Вермонту з 2023 року. Член Демократичної партії, він служив представником США у великому виборчому окрузі Вермонту з 2007 до 2023.
Він був кандидатом від Демократичної партії на посаду губернатора Вермонту в 1990 році, програвши загальні вибори республіканцю Річарду А. Снеллінгу.